# Aclens
Aclens is een gemeente en plaats in het Zwitserse kanton Vaud, en maakt deel uit van het district Morges.
Aclens telt 376 inwoners.